# 병상

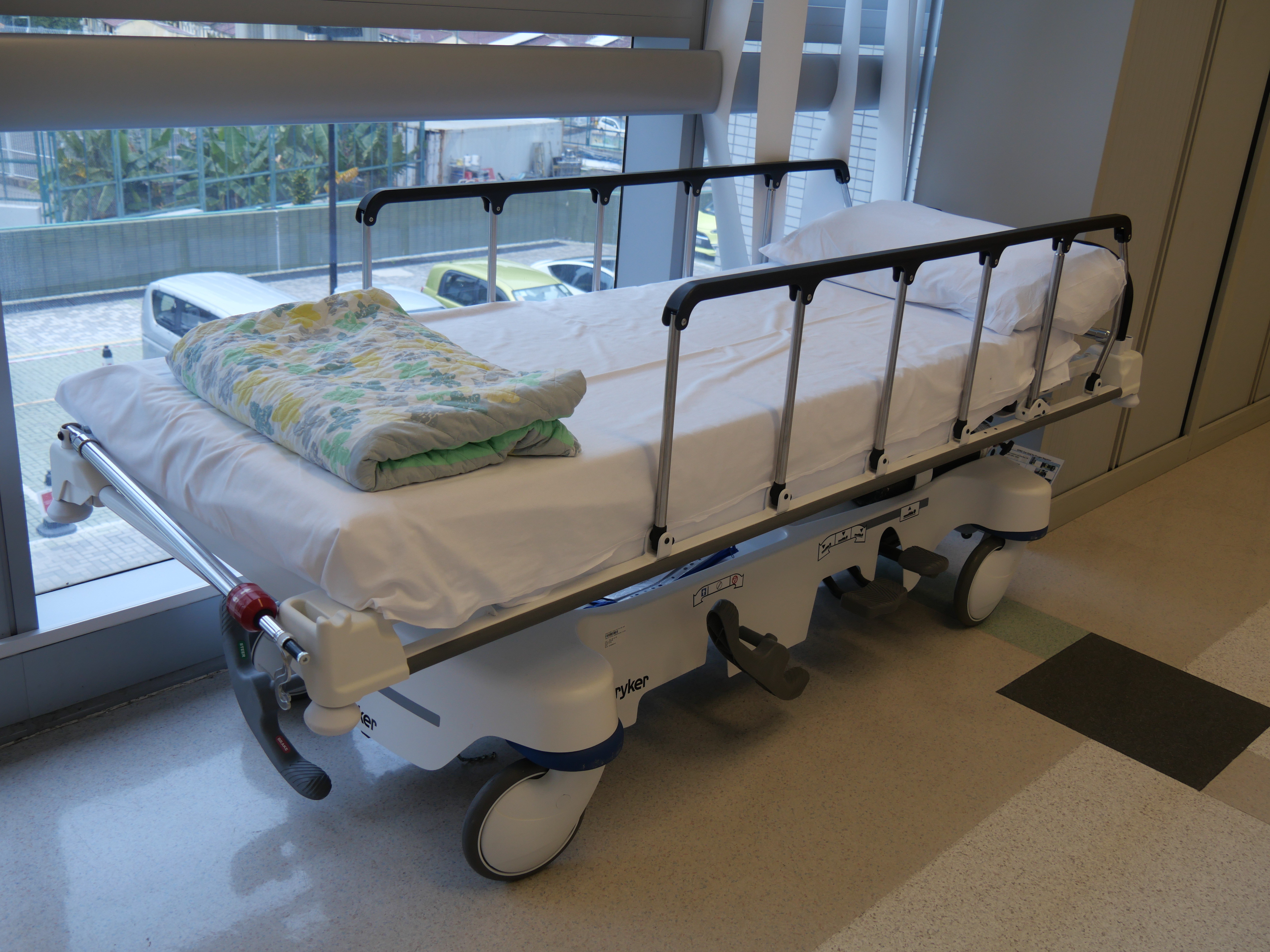

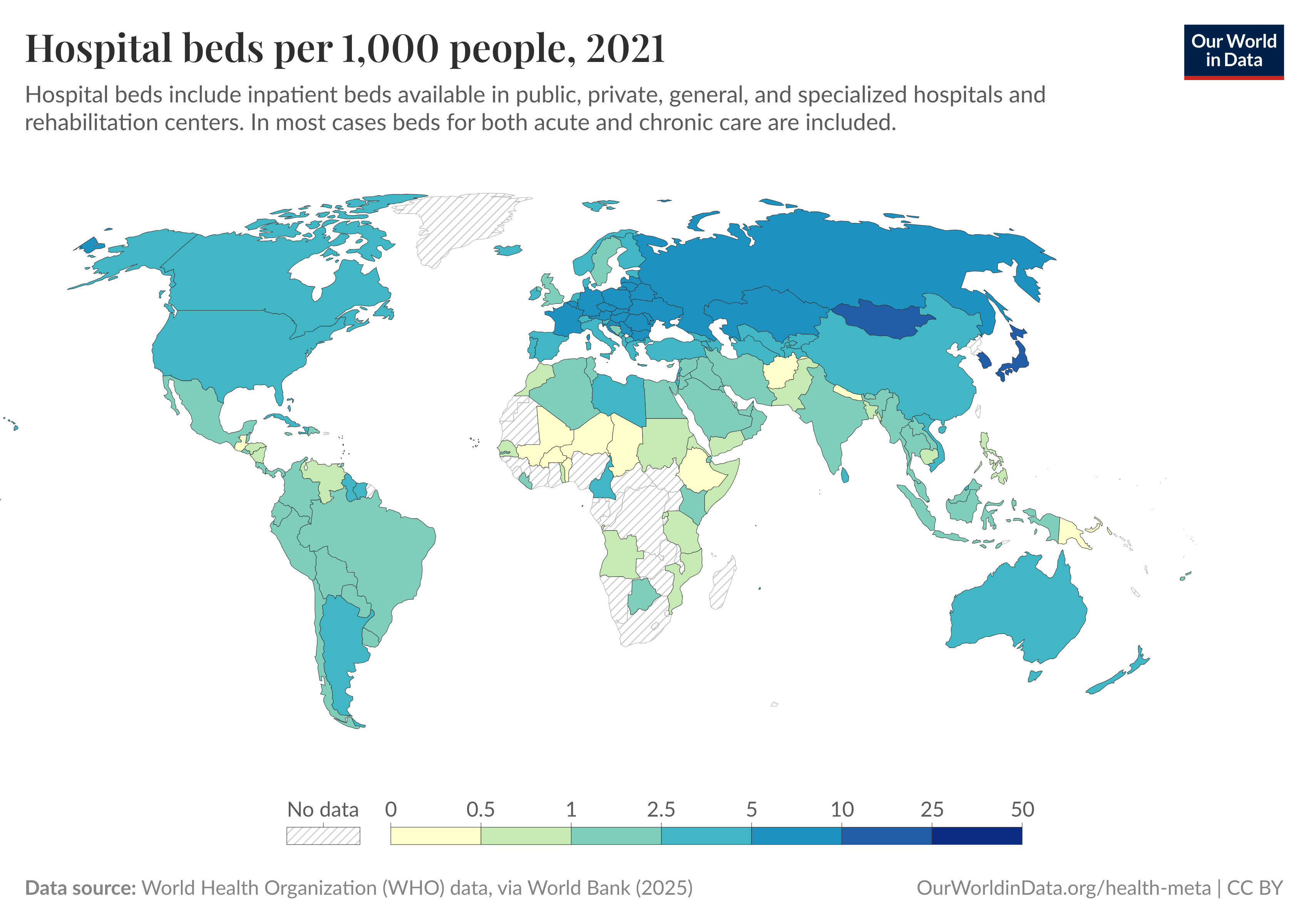
1,000명 당 병상 수 (2013년)

병상, 즉 병원 침대(hospital bed)는 입원한 환자 또는 어떤 형태로든 건강 관리가 필요한 사람들을 위해 특별히 설계된 침대이다. 이 침대는 환자의 편안함과 복지, 의료 종사자의 편의를 위한 특별한 기능을 갖추고 있다. 일반적인 기능으로는 침대 전체, 머리, 발의 높이 조절 가능, 조절 가능한 측면 레일, 침대와 근처의 기타 전자 장치를 모두 작동할 수 있는 전자 버튼 등이 있다.
병상 및 간호용 침대와 같은 기타 유사한 유형의 침대는 병원뿐만 아니라 요양원, 생활 보조 시설, 외래 진료소 및 가정 건강 관리와 같은 기타 의료 시설 및 환경에서도 사용된다.
병상이라는 용어는 실제 '침대'를 의미할 수 있지만, 시설의 환자 수에 대한 수용력은 사용 가능한 "병상"으로 측정되므로 병상이라는 용어는 의료 시설의 공간 크기를 설명하는 데에도 사용된다.
다양한 유형의 병상에는 다양한 장단점이 있으며, 무엇보다도 사용 가능한 기능과 특징에 따라 다르다.

## 같이 보기
- 들것